# Metanero

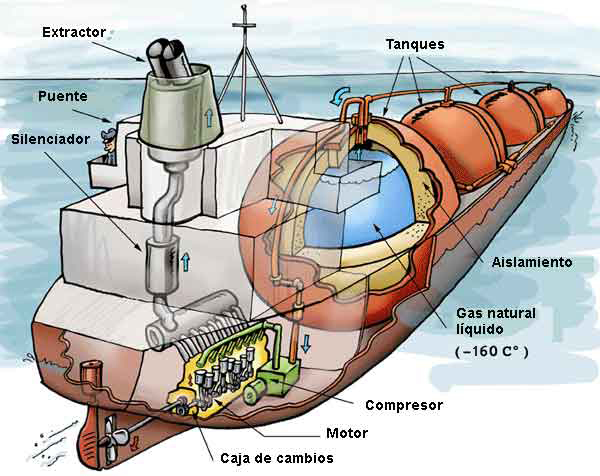
Esquema de un barco metanero.

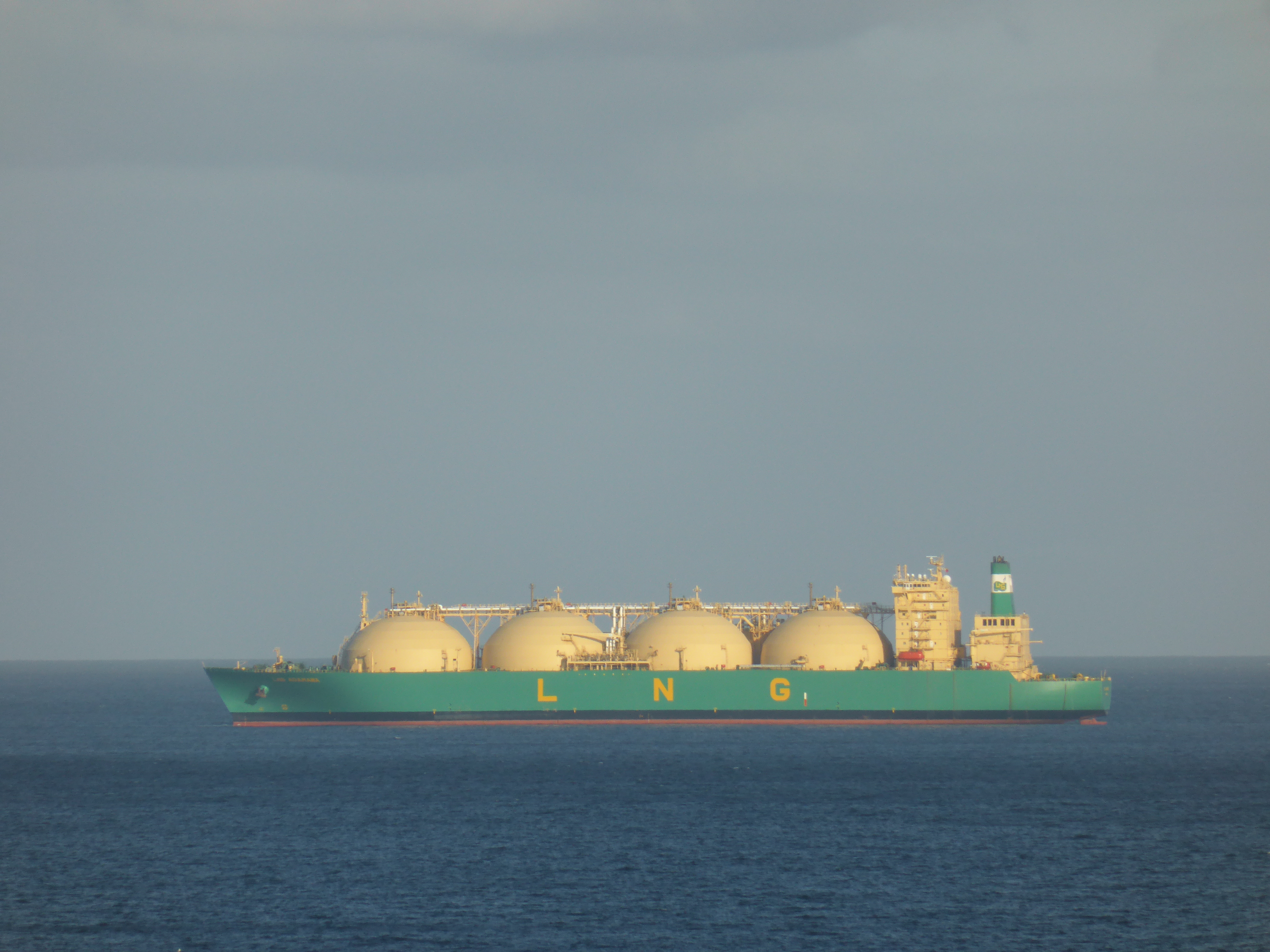
LNG Adamawa, buque metanero o gasero, de 289 metros de eslora, en la bahía de Santa Cruz de Tenerife.

El metanero o gasero, es un buque dedicado al transporte de gas natural licuado, GNL, desde los países productores de gas natural a los países consumidores. Las características tecnológicas de estos barcos son muy sofisticadas, ya que el gas debe mantenerse a una temperatura de -160 °C para largos recorridos. Son barcos con una capacidad de carga de entre 100.000 y 266.000 m³.
Son buques construidos expresamente para este transporte y que no pueden dedicarse a otro tipo de carga. Los primeros se construían con la posibilidad de transportar también gas licuado del petróleo (GLP) ante la incertidumbre del transporte de GNL.

## Historia
Aunque hubo estudios anteriores el primer metanero fue el "Methane Pioneer", Este buque era originalmente un carguero tipo C1-M-AV1, construido dentro de los programas navales debidos a la Segunda Guerra Mundial del Gobierno de los Estados Unidos. Su nombre original era "Marline Hitch", pero se llamaba "Normarti" cuando fue seleccionado para estudiar la posibilidad del transporte marítimo de gas natural licuado.

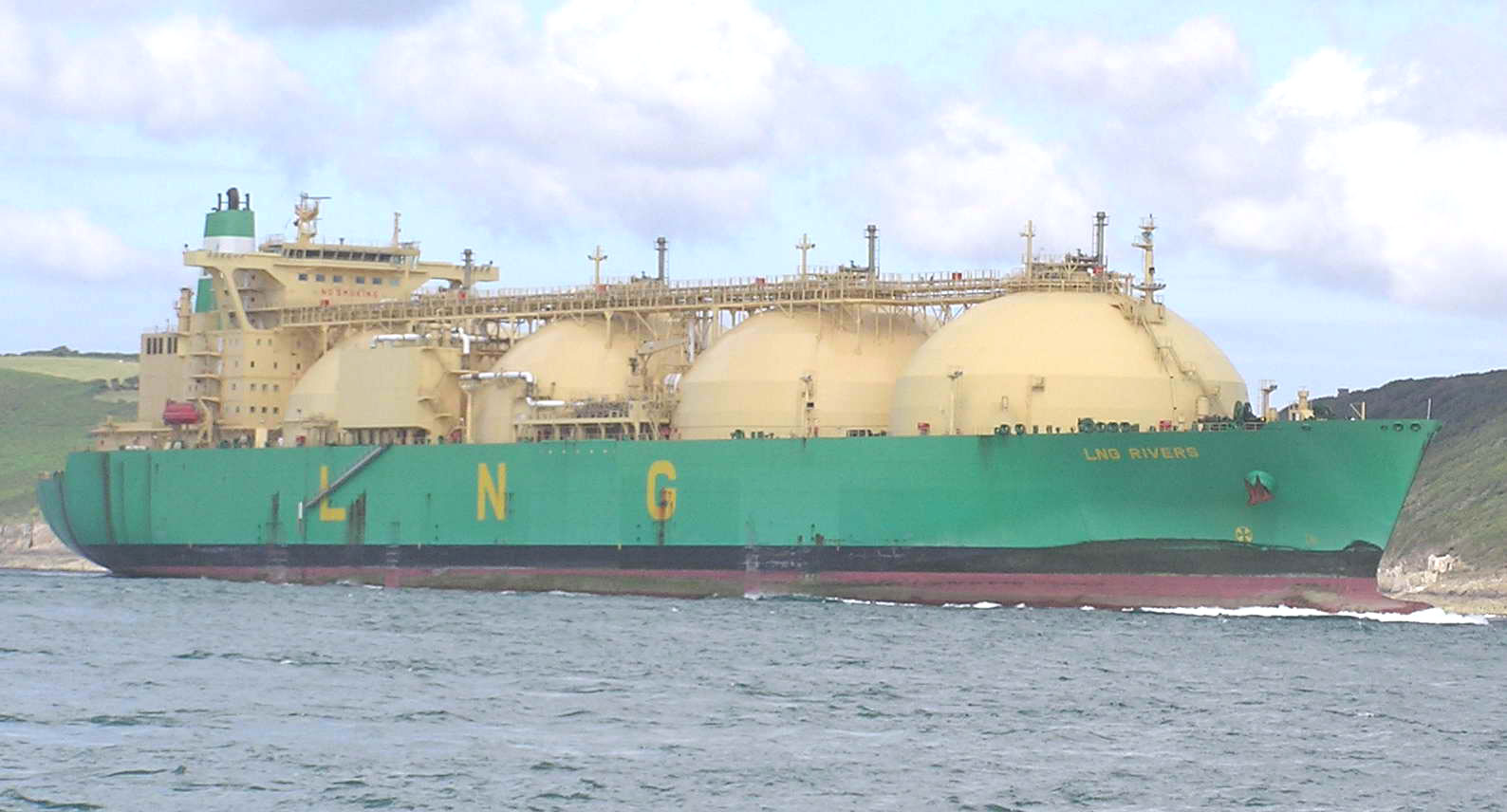
Buque metanero LNG Rivers, matriculado en las islas Bermudas.

Para estudiar esta posibilidad se constituyó un equipo en Lake Charles, en el estado de Misisipi (Estados Unidos). Este equipo diseñó y decidió montar tanques de aluminio, con madera de balsa como aislamiento. También decidió el resto del equipamiento. Una vez realizadas todas las pruebas en el muelle el barco salió de Lake Charles el 25 de enero de 1959 con destino a Canvey Island (Reino Unido) con sus tanques llenos de GNL, 5.000 m³. Una cantidad muy pequeña para los estándares actuales pero que demostró que el transporte marítimo de GNL era posible.
Durante los siete viajes que realizó encontró todo tipo de tiempo, que le hizo dar grandes balances sin tener por ello problemas. Con ello quedó demostrada la posibilidad del transporte de GNL por mar.
Una vez finalizadas las pruebas se dedicó al transporte de GLP, ya que sus tanques habían sido construidos pensando también en esa posibilidad por ser demasiado pequeño para el transporte de GNL comercialmente. Solo bastantes años más tarde transportó unas pocas cargas más de GNL.
A partir de 1959 en Francia se iniciaron pruebas con varios tipos de tanque. Para ello se construyeron tres tanques diseñados por diferentes empresas. Se instalaron diferentes tipos de bombas y equipamiento en cada tanque, en un buque cedido por el Gobierno francés, el "Beauvais". Se realizaron intensivas pruebas de mar que han conducido a la preponderancia que la industria francesa ha conseguido desde entonces.
En 1964 entraron en servicio los dos primeros metaneros comerciales, el "Methane Progress" y el "Methane Princess", aunque por no estar seguros de la evolución del transporte de GNL se construyeron con la posibilidad de transportar GLP. Tenían 27.500 metros cúbicos de capacidad y han estado en servicio hasta 1986 y 1997, respectivamente.

En 1969 entraron en servicio los dos primeros buques con tanques de membrana, que siguen en activo con los nombres de "SFC Arctic" y "SCF Polar".
En 1973 entró en servicio el primer buque de tanques esféricos, el "Norman Lady", que sigue en activo con el mismo nombre. Tanto este como los anteriores eran de unos 75.000 metros cúbicos.
Poco después se empezaron a construir buques de 125.000 m³, que han sido el tamaño estándar hasta que hace pocos años pasaron a serlo los de 140.000 metros cúbicos. Recientemente se han empezado a construir barcos de hasta 260.000 metros cúbicos.

## Tipos

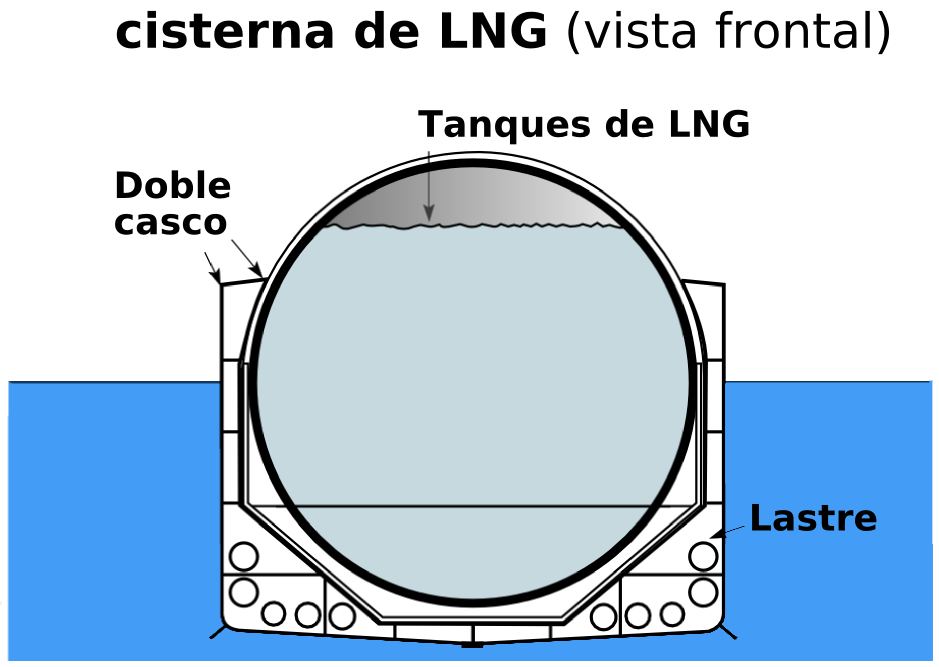
Diagrama de un tanque de GNL.

Hay esencialmente dos tipos de tanques para estos buques: esféricos y de membrana, siendo estos prismáticos. 
- Los esféricos son tipo Moss Rosenberg por ser diseñados por esta empresa noruega. Están construidos en acero inoxidable y son autoportantes, o sea que ellos soportan la carga. Debido a la infraestructura que deben crear los astilleros para construirlos han perdido mercado hoy en día con respecto a los de membrana. Son muy característicos por tener un sistema de contención de carga muy particular, que incluye cuatro o más grandes tanques esféricos, cuyas semiesferas destacan sobre la cubierta principal.

- Los de membrana están hoy día diseñados y licenciados por Gaz Transport & Technigaz's, que es la unión de dos empresas. El peso de la carga se trasmite al casco interior a través de las membranas y aislamientos. Tienen varios diseños, siendo los más comunes el GT-96, el Mark III y el CS1.

El primero, GT-96, consiste en dos membranas lisas de Invar de 0,6 mm de espesor. Este material tiene prácticamente un coeficiente de dilatación térmica de 0. Entre las dos membranas y entre la segunda y el casco interior lleva cajas de aislamiento, rellenas de perlita.
Los otros dos, Mark III y CS1, son evoluciones más modernas de otros tipos. Tienen la membrana primaria corrugada, o sea que absorbe las dilataciones en el corrugado. La membrana secundaria es de otro material, llamado tríplex en el caso del Mark III. Son más baratos de construir que los GT-96, pero parece que han producido bastantes problemas por pérdidas en dicha membrana secundaria.
Aproximadamente el 60 % de los buques de GNL actualmente en servicio cuentan con sistemas de contención de carga de tipo «membrana», destacando fácilmente de otros tipos de buque por la elevada cubierta sobre la cubierta principal, ya que debajo de ella van los tanques. 
Hasta ahora al ser buques de precio elevado y contratados por un período largo para transportar cargas entre dos puntos muy determinados han sido muy bien mantenidos, presentando unos índices de seguridad excelentes. Al empezar a proliferar y haber bajado los fletes por haber muchos armadores pujando por contratos queda la duda de si podrán mantener ese mismo índice.

## Transporte
El gas natural licuado se transporta a presión ligeramente superior a la atmosférica en buques especialmente construidos para este fin. Para poder transportar el gas a estas presiones (unas 15 kPa como máximo) se lícua enfriándolo hasta aproximadamente -160 °C. Teóricamente debería estar al menos a -161 °C pero muchas terminales lo entregan a temperaturas sensiblemente superiores, entre -159,0 y -159,5 °C.
El sistema de contención de la carga está diseñado y construido utilizando materiales que soporten dichas temperaturas criogénicas. El peso específico del gas licuado varía dependiendo del puerto de carga ya que variarán los porcentajes de cada tipo de gas en el líquido. Está entre 430 y 460 kg/m³.
El GNL en los tanques de carga del buque se mantiene a la temperatura a la que se ha cargado (entre -159,5 y -161 °C) a lo largo de toda la navegación, pero dependiendo de su temperatura una parte del líquido se evapora por ebullición. El gas evaporado se utiliza habitualmente para propulsar el buque, bien consumiéndolo en calderas o usándolo en motores duales. 
La evaporación produce frío que ayuda a mantener la temperatura de la carga. En el caso de que se quiera enfriar algo, por haber cargado relativamente caliente, se puede forzar la evaporación, y por lo tanto el enfriamiento, extrayendo con un compresor los vapores de los tanques. Mediante este método se puede llegar a bajar la temperatura hasta aproximadamente -160,2 °C.
En los contratos de fletamento se estipula la cantidad máxima de gas que puede evaporarse diariamente debido al calentamiento producido a pesar de los buenos aislamientos. Para buques modernos suele estar entre el 0,12 y 0,15 % del volumen total de carga del barco.
Habitualmente al descargar se deja en los tanques una pequeña cantidad de la carga. Esta al ir evaporándose durante el viaje en lastre hasta el puerto de carga mantendrá los tanques fríos, siendo solamente necesario un corto enfriamiento final más intenso antes de cargar. Esto se logra con esa misma carga remanente, extrayéndola de los tanques, la cual al evaporarse los enfría a la temperatura requerida para la carga.

## Propulsión
La propulsión de este tipo de barcos ha sido hasta hace muy poco tiempo mediante turbina de vapor exclusivamente. El gas evaporado de los tanques se consume en calderas que producen vapor. Este vapor mueve las turbinas principales, los turbogeneradores y proporciona energía y calefacción a todo el buque.
Este sistema permite consumir la cantidad que se desee de gas, manteniendo la presión en los tanques dentro de los valores correctos. Permitiendo, si fuese requerido, disminuir la temperatura de éstos, y por tanto la presión, forzando la evaporación de gas que será consumido en las calderas. Estas calderas pueden consumir al mismo tiempo también fuelóleo, que suplementa al gas hasta lograr la producción de vapor requerida.
Este sistema permite también consumir el gas que se evapora mientras el barco está en puerto, atracado o fondeado, y que no se necesita para el consumo del barco. En este caso el gas se quema también en las calderas y el vapor sobrante producido se manda directamente al condensador.
Hoy en día se están construyendo muchos barcos con propulsión mediante motores duales o con motores lentos marinos convencionales.
En el caso de los motores duales pueden consumir gas o gasóleo. El gas evaporado en los tanques se consume en estos motores de manera similar al caso de los barcos de turbinas. Para conseguir consumir la cantidad adecuada de gas se combinan los motores consumiendo unos, gas y otros, gasóleo. Cada motor solo puede consumir uno de estos combustibles en cada momento. No es posible el consumo simultáneo como en el caso de las calderas. Para poder realizar estas combinaciones estos barcos tienen ordinariamente cuatro motores.
Los buques con motores lentos marinos convencionales tienen dos motores. Estos motores solamente pueden consumir combustibles líquidos, fuelóleo y dieseloil. Al no poder usar el gas evaporado para la propulsión están equipados con una planta de relicuefacción. Todo el gas evaporado se relicúa y se devuelve a los tanques.
Para el caso de que la planta falle llevan un incinerador de gas.
Gracias a los avances tecnológicos, cada vez se construyen buques más eficientes, capaces de reducir el efecto boil-off (GNL que se reconvierte en gas). Gracias a estos avances, esas cantidades mínimas de gas se reutilizan como combustible para el buque, y el resto es nuevamente convertido a GNL.

## Flota actual
En 2008 la flota de buques metaneros se situaba en una cifra superior a las 160 unidades. Las previsiones indican que la demanda de metaneros se duplicará en 2015, con metaneros aún mayores, que alcanzarán una capacidad de carga superior 200.000 m³.
En el caso de metaneros de pequeña escala (barcos por debajo de los 40.000 m³), el tamaño óptimo de los mismos vendrá determinado por el proyecto para el que se construyan. Este tamaño óptimo se calculará considerando volúmenes a transportar, destinos y las características del barco.